# DevIL
Pour les articles homonymes, voir Devil (homonymie).
Developer's Image Library, ou DevIL (originellement, OpenIL, nom changé à la suite de plaintes de la part de Silicon Graphics), est un projet de bibliothèque pour l'image multiplateforme lancé par Denton Woods, capable de lire une quantité énorme de formats d'image, tant en écriture qu'en lecture.
Elle est constituée de trois parties :
- IL, la partie principale, qui s'occupe de la lecture et de l'écriture principalement ;
- ILU, des utilitaires ;
- ILUT, le toolkit.